# 长距凤仙花
长距凤仙花（学名：[Impatiens dolichoceras] 错误：{{Lang}}：文本有斜体标记（帮助））为凤仙花科凤仙花属的植物，为中国的特有植物。分布在中国大陆的重庆、湖北等地，生长于海拔1,200米至2,100米的地区，一般生长在山谷沟边阴湿处的草丛中，目前尚未由人工引种栽培。

## 别名
长角凤仙花（湖北植物大全）